# Гольдин, Семён
Семён Гольдин — старший научный сотрудник Исследовательского центра русского и восточноевропейского еврейства имени Леонида Невзлина в Израиле. Родился в 1967 году (возраст 56 лет).

## Работа
Гольдин отвечает за программную разработку и административные аспекты Центра Невзлина. Он получил степень доктора философии с отличием в Еврейском университете в Иерусалиме. Его диссертация, опубликованная в виде монографии, посвящена политике российской армии по отношению к евреям с 1914 по 1917 год.
Сейчас Гольдин преподает в Еврейском университете в Иерусалиме. Он опубликовал несколько статей по различным темам восточноевропейской еврейской истории XX века.

## Книги
- «Русская армия и евреи. 1914—1917 годы» (2018)

Эта книга представляет собой новое прочтение ключевого момента в истории восточноевропейского еврейства, а именно периода, предшествовавшего распаду Российской империи. Предлагая новый анализ отношений между русской армией и евреями во время Первой мировой войны, он указывает на армию и военные власти как на «могильщиков» хрупкого сосуществования евреев с царским режимом. Основное внимание в нем уделяется различным аспектам жестокого обращения российской армии с евреями, живущими на Восточном фронте или вблизи него, где на момент начала войны проживало три четверти европейского еврейства. В то же время это показывает огромный вред, который эта антиеврейская кампания нанесла экономике, финансам, общественной безопасности и международному статусу Российской империи.
Книга вызвала оживлённый интерес в Израиле.
- «Еврейская миграция в Восточной Европе после 1880»

В этом сборнике рассматриваются различные аспекты еврейской миграции внутри, из и в Восточную Европу в период с 1880 года по настоящее время. Он фокусируется не только на широком спектре факторов, которые часто влияли на судьбоносное решение об иммиграции, но и на личном опыте миграции и критической роли отдельных людей в более крупных исторических процессах.